# Martin Rančík
Martin Rančík (* 5. Juni 1978 in Nitra) ist ein ehemaliger slowakischer Basketballspieler.

## Werdegang
Rančík verließ sein Heimatland als Jugendlicher, setzte seine schulische und basketballerische Ausbildung in den Vereinigten Staaten an der St. Louis Park High School in Minneapolis, danach an der Iowa State University fort.
Seine Laufbahn als Berufsbasketballspieler begann der Slowake in Italien bei Olimpia Mailand. Drei Jahre stand er bei der Mannschaft unter Vertrag, wurde dann vom Ligakonkurrenten Fortitudo Bologna geholt, mit dem er 2005 italienischer Meister wurde.
Er nahm ein Angebot des griechischen Spitzenvereins Olympiakos Piräus an, erhielt aber keine Spielgenehmigung, da der Mannschaftsarzt Unregelmäßigkeiten beim Herzschlag feststellte. Rančík wechselte im Februar 2006 nach Spanien zu Bilbao Basket. In der Liga ACB spielte er bis 2011 für insgesamt vier verschiedene Mannschaften. Er brachte es auf 111 Einsätze in der Liga ACB, in denen dem Slowaken statistisch ein Durchschnittswert von 9,6 Punkten je Begegnung gelang.
Er kehrte in sein Heimatland zurück und wurde mit Inter Bratislava 2013 Staatsmeister. ČEZ Nymburk im Nachbarland Tschechien wurde Rančíks letzte Auslandsstation als Spieler, zum Abschluss seiner Laufbahn war er erneut Mitglied von Inter Bratislava. 2016 trat er im Alter von 38 Jahren zurück. Zweimal wurde Rančík während seiner Laufbahn als slowakischer Basketballspieler des Jahres ausgezeichnet. Er war ebenfalls Nationalspieler seines Landes.
Seine ersten Schritte als Trainer machte er bei der NBA-Mannschaft Chicago Bulls in den Vereinigten Staaten. Dort war er ab 2018 als Assistenztrainer Mitglied des Stabes und für den Einsatz von Videomaterial zu Trainingszwecken zuständig. 2019 wurde er Assistenztrainer bei den Windy City Bulls in der NBA G-League. 2022 kehrte er in den Trainerstab der Chicago Bulls zurück, in dem er für die Spielerweiterentwicklung zuständig wurde.

### Familie
Sein Bruder Radoslav war ebenfalls Berufsbasketballspieler. Rančíks Mutter spielte Basketball, sein Vater war Handballnationalspieler.